# Марсамшетт
Марсамшетт (мальт. Marsamxett, итал. Marsamuscetto) ― естественная гавань, находящаяся на острове Мальта. Расположена к северу от Великой гавани.

## География
Водное пространство гавани Марсамшетт обращено на северо-восток и ограничено на севере мысами Драгут и Тинье. На северо-западном берегу гавани находятся три города: Слима, Гзира и Та-Шбиш. Минуя эти города, гавань далее простирается вглубь страны до Пьеты и Мсиды.
Неподалёку от Гзиры находится остров Маноэль, который теперь соединен с городом мостом. Юго-восточный берег гавани образован полуостровом Скиберрас, на котором расположены города Флориана и столица Мальты — Валлетта. На оконечности полуострова находится форт Святого Эльма, построенный в XVI веке. Полуостров Скиберрас отделяет Марсамшетт от параллельной ему Великой гавани.
Большая часть населения Мальты живёт в прибрежных городах, находящихся у двух гаваней и прилегающих к ним. На сегодняшний момент это один из самых густонаселённых районов Европы. Его население составляет 213 722 человека, что составляет более 47 % от общей численности населения Мальты.

## История

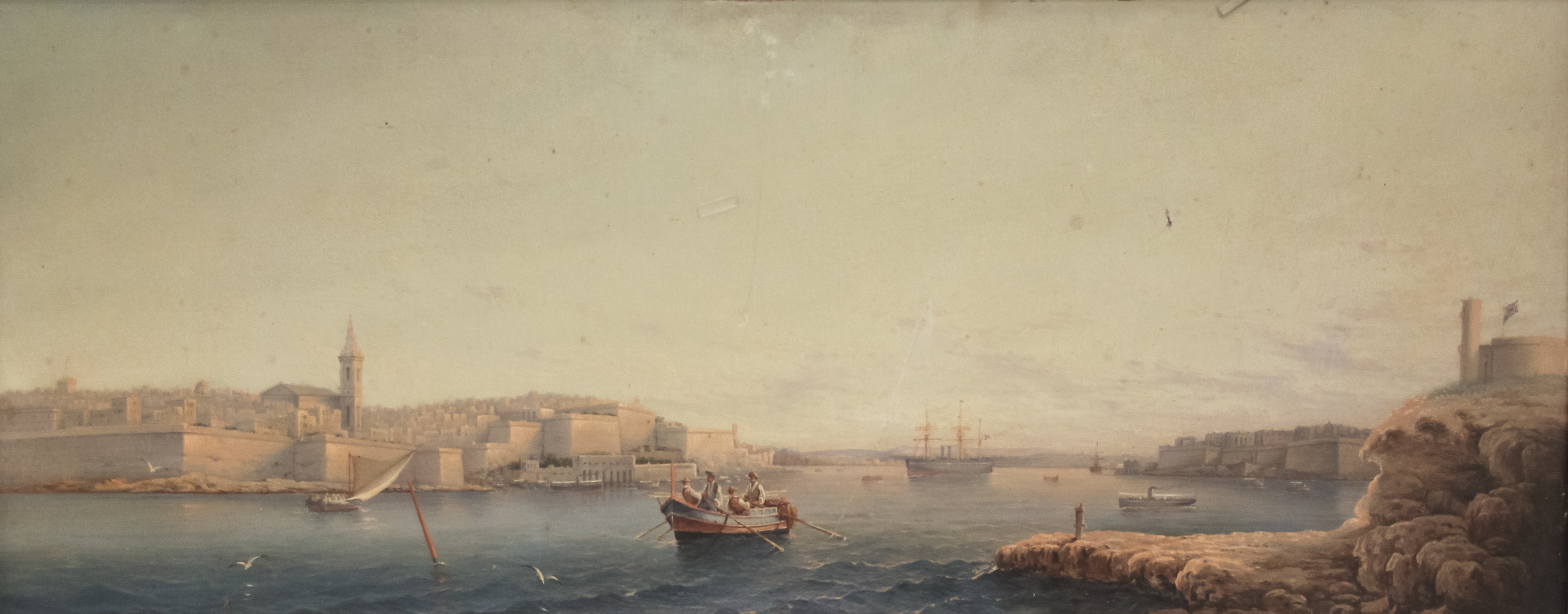
Марсамшетт в XIX веке. Картина Джираломо Джанни

Если до середины двадцатого века в Марсамшетте, наряду с Великой гаванью, базировался морской флот, то сейчас она используется в основном небольшими судами, яхтами и круизными катерами.
10 сентября 2006 года во время соревнования серии Aero GP над Марсамшеттом произошло столкновение в воздухе двух самолётов, что привело к гибели одного из пилотов, Габора Варги.

## Галерея

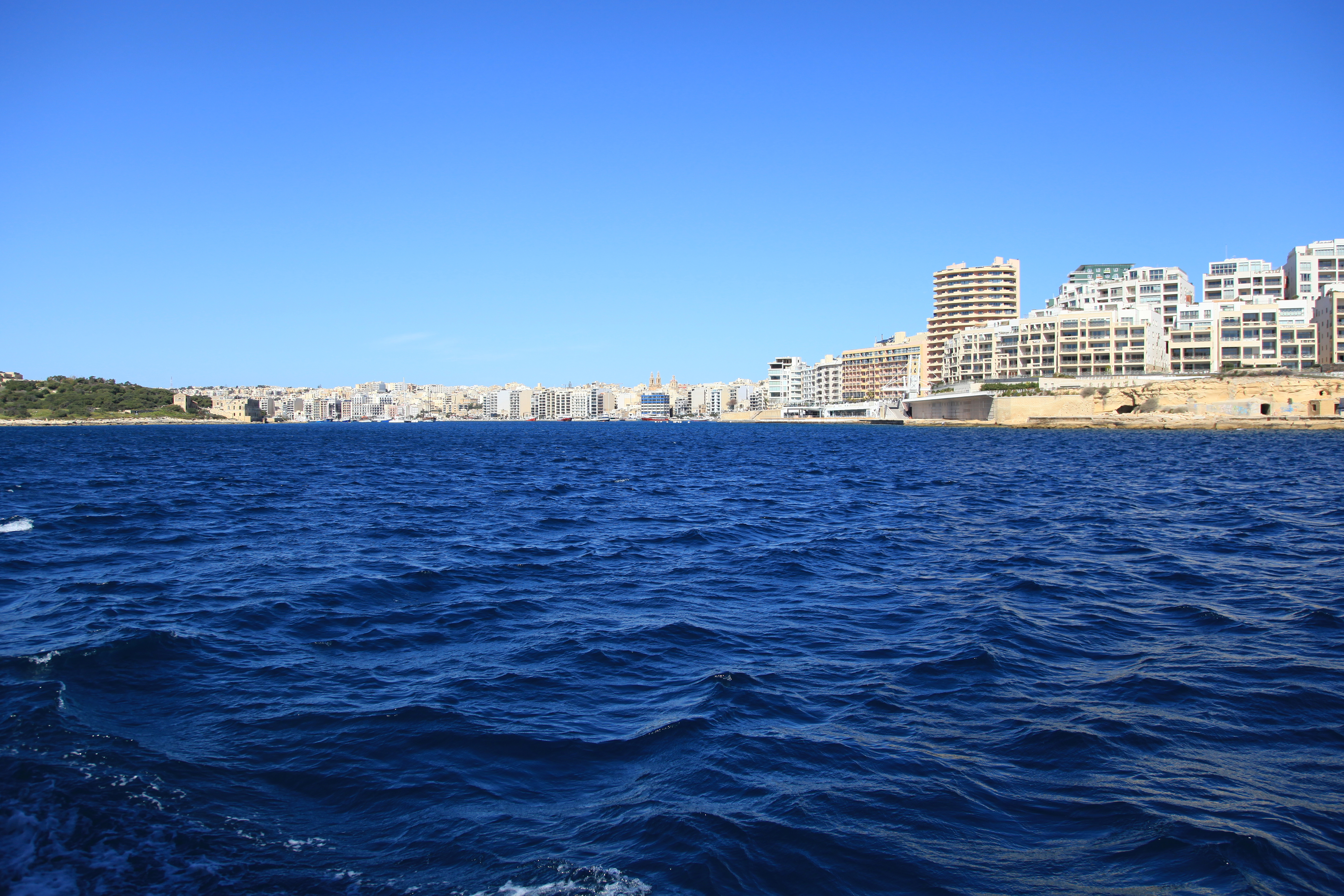
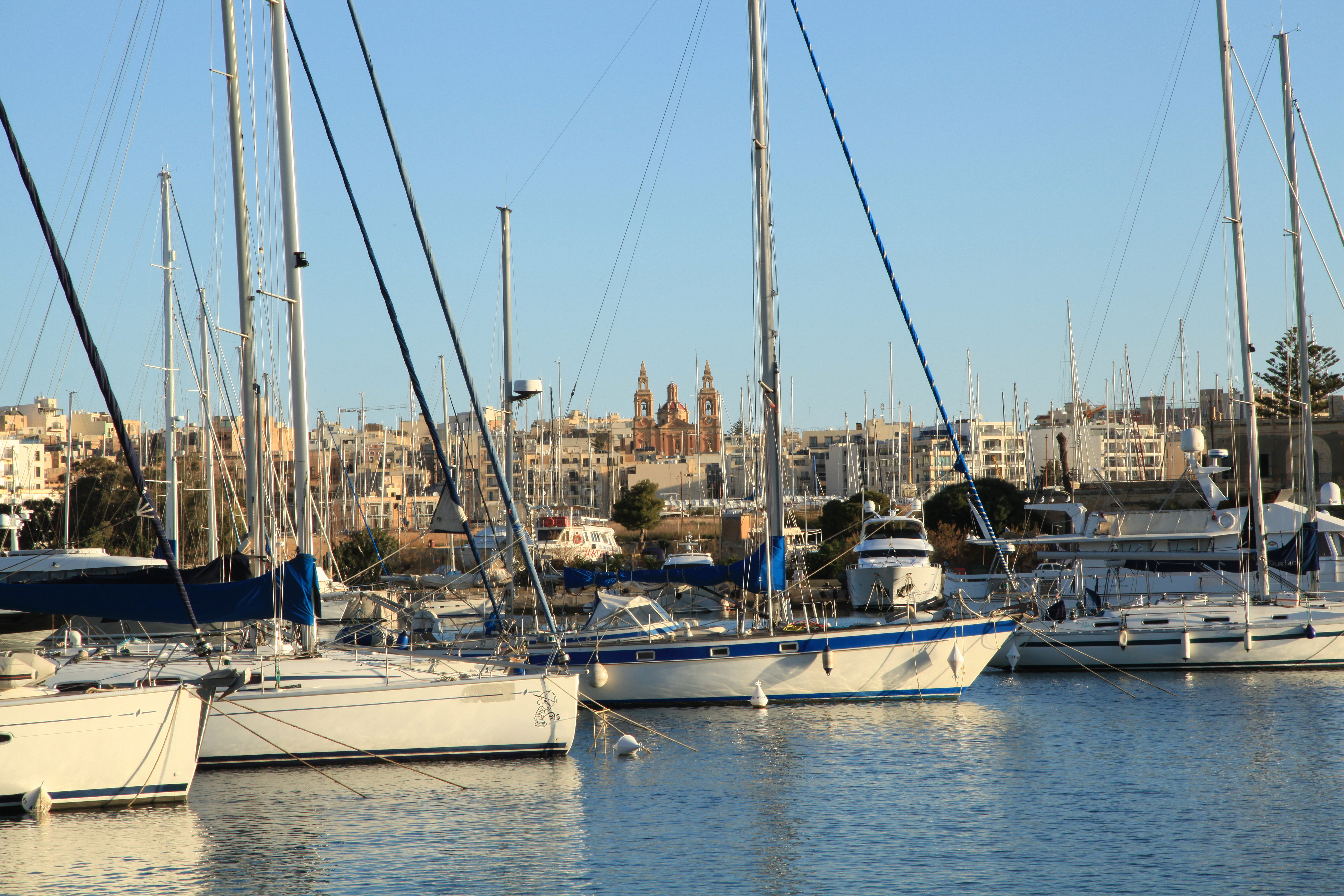
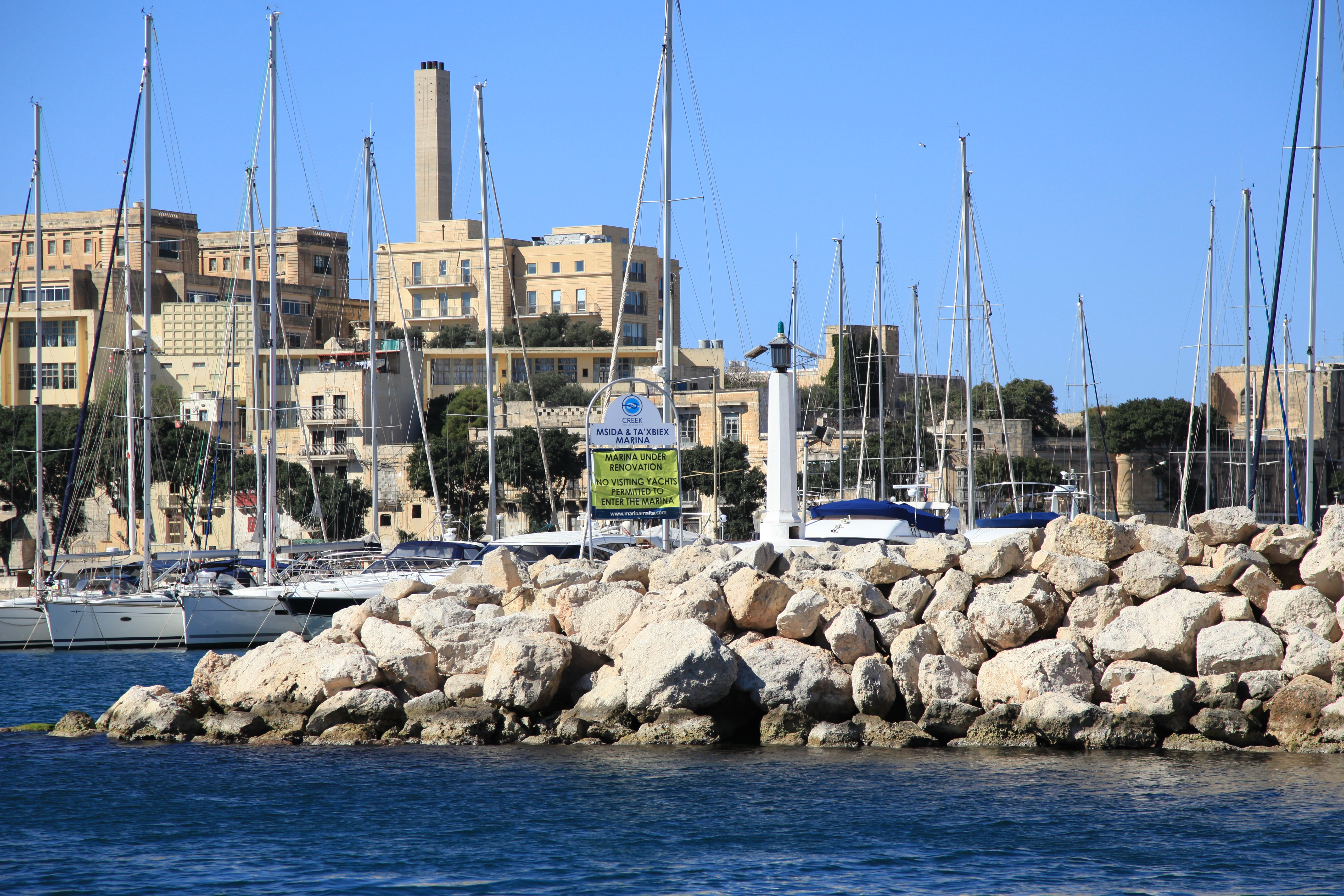
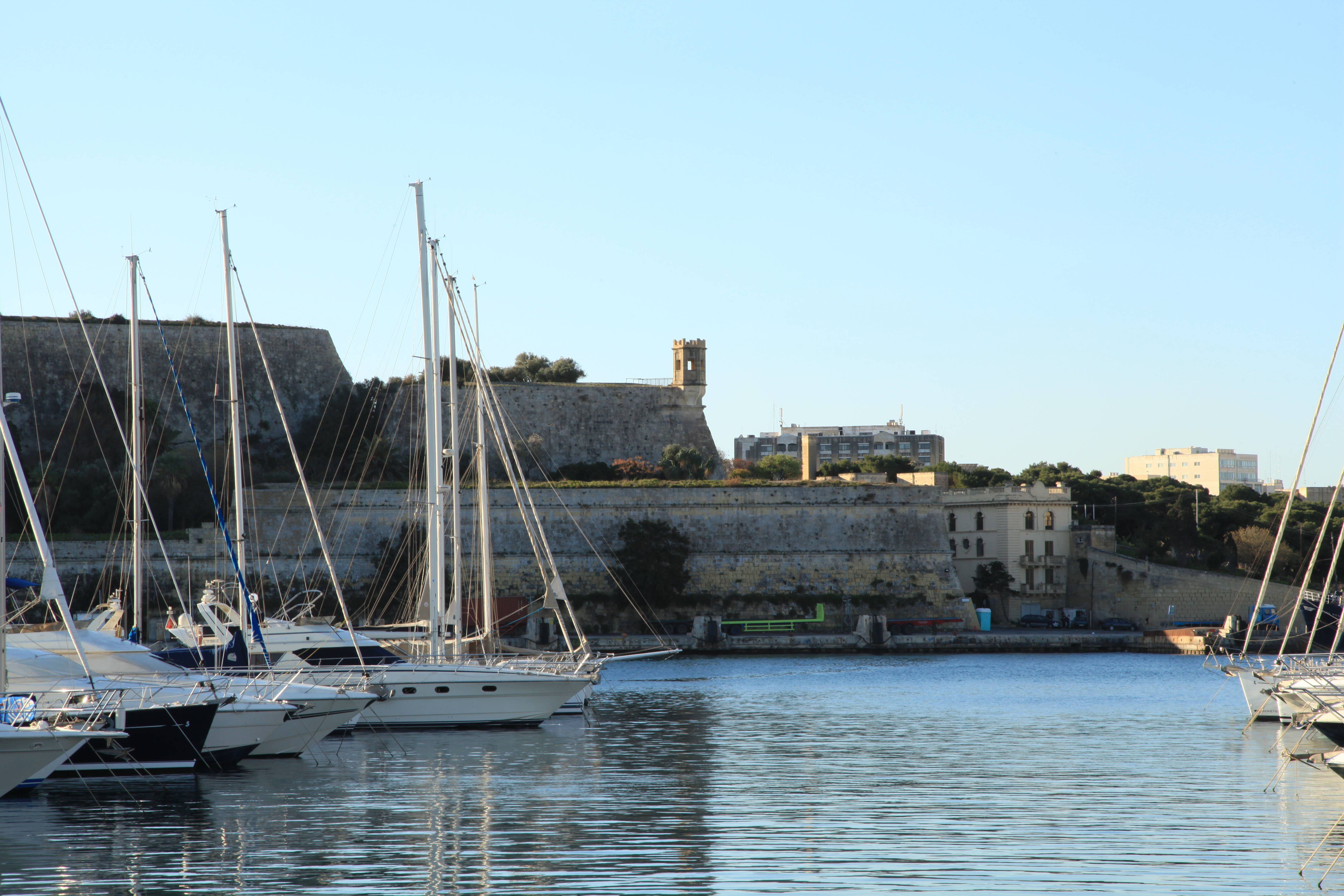